# Elasmoteri
L'elasmoteri (Elasmotherium sibiricum, en llatí 'bèstia plana siberiana') fou un enorme rinoceront extint asiàtic que pogué ser l'origen de la llegenda de l'unicorn, car tenia una sola banya llarga, punxeguda i excepcionalment gruixuda, producte de la fusió de les dues banyes habituals en els rinoceronts. A causa d'això, també se'l sol anomenar unicorn gegant.

## Fisiologia
Aquest animal tenia una longitud tan gran com la d'un elefant, de 6 a 8 metres de llarg i dos d'alçada. La banya frontal podia arribar a atènyer 2 metres, i el pes d'un exemplar adult oscil·lava entre 3 i 5 tones. Curiosament, aquest animal tenia una esvelta silueta i potes proporcionalment llargues, que li permetien de córrer a grans velocitats malgrat la seva mida, i fins i tot galopar. L'elasmoteri visqué durant el Plistocè a les estepes de Rússia i Àsia central, al sud de les àrees ocupades pel seu contemporani, el rinoceront llanut, on s'alimentava d'herbes.

## Evolució
El gènere va aparèixer durant el Pliocè superior a l'Àsia central. El seu origen sembla connectat amb el gènere Sinotherium. Elasmotherium inexpectatum i Elasmotherium peii van habitar la Xina de l'est durant el Pliocè superior-Plistocè inferior. Van desaparèixer aproximadament fa 1,6 milions d'anys. Pels registres més antics de les espècies d'elasmoteri a Rússia se saben les restes del Pliocè superior d'Elasmotherium caucasicum del mar Negre d'entre 1,1 milions d'anys i 0,8 milions d'anys. Elasmotherium sibiricum fou l'elasmoteri més nou i més gros de tots i va aparèixer en el Plistocè mitjà. Va ocupar tota la part al sud-oest de Rússia, i arribà fins a la Sibèria occidental. Els elasmoteris van existir a Europa oriental fins a la fi del Plistocè mitjà i potser fins més recentment: podria haver viscut fa 20.000 anys en l'actual Kazakhstan, per la qual cosa hauria sigut contemporani de l'home.

## Descripció i paleobiologia
Les particularitats morfològiques dels elasmoteris han generat dues hipòtesis principals referents el seu aspecte i al caràcter del seu hàbitat. La primera, la visió més acceptada, els retrata com animals grossos i llanuts amb una banya gran al front i que van prosperar en l'estepa oberta. No obstant això, els fòssils de la banya no s'han trobat. L'altra visió assigna els elasmoteris als biòtops de ribera. És probable que els elasmoteris hagin habitat un biòtop de ribera i d'estepa. El biòtop de ribera s'ha suggerit per la morfologia dental i del crani. La combinació de les característiques, com l'absència d'ullals i de processos laterals fortament desenvolupats, implica els moviments laterals del cap, probablement per a agafar l'herba. La dentadura de la hipsodonta indica la presència de grans quantitats de minerals en l'aliment. Tal aliment podia ser obtingut traient les plantes denses del terra humit. Aquestes condicions són típiques pels biòtops de ribera. D'altra banda, un biòtop de l'estepa és indicat per les seves llargues cames primes, que haurien servit bé per a criatures que pasturen sobre àrees extenses.

## Els testimoniatges històrics possibles
Es creu que els elasmoteris s'extingiren en èpoques prehistòriques. Nogensmenys, segons el Nordisk familjebok i l'escriptor Willy de la llei de la ciència, l'animal pogué sobreviure bastant temps per a ser recordat en les llegendes de la gent d'Evenk a Rússia com un bou negre enorme amb una sola banya al front.
Hi ha també un testimoniatge del viatger medieval Ibn Fadlan, que ha estat interpretat per algú per a indicar que l'elasmoteri pogué sobreviure en èpoques històriques.
Alguns han discutit que la supervivència de l'elasmoteri en èpoques històriques pot ser la font del mite de l'unicorn, car la descripció de l'animal es podria discutir per cabre amb l'unicorn persa del Karkadann, i de l'unicorn xinès del zhi.